# Sonne und Mond (Ikonografie)

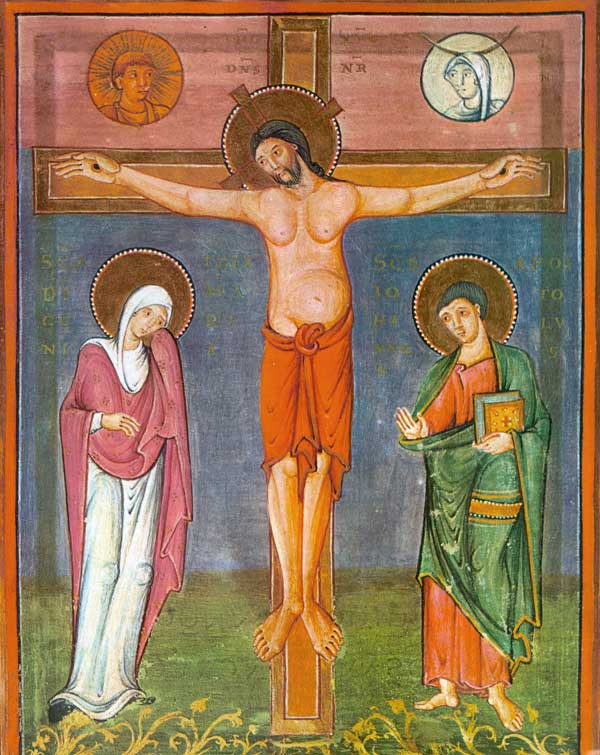
Kreuzigung Christi – über dem Kreuz links und rechts Sonne und Mond. Sakramentar für das Kloster Lorsch (um 1000). Bibliothek Schloss Chantilly, Ms. 40, Folio 4 verso

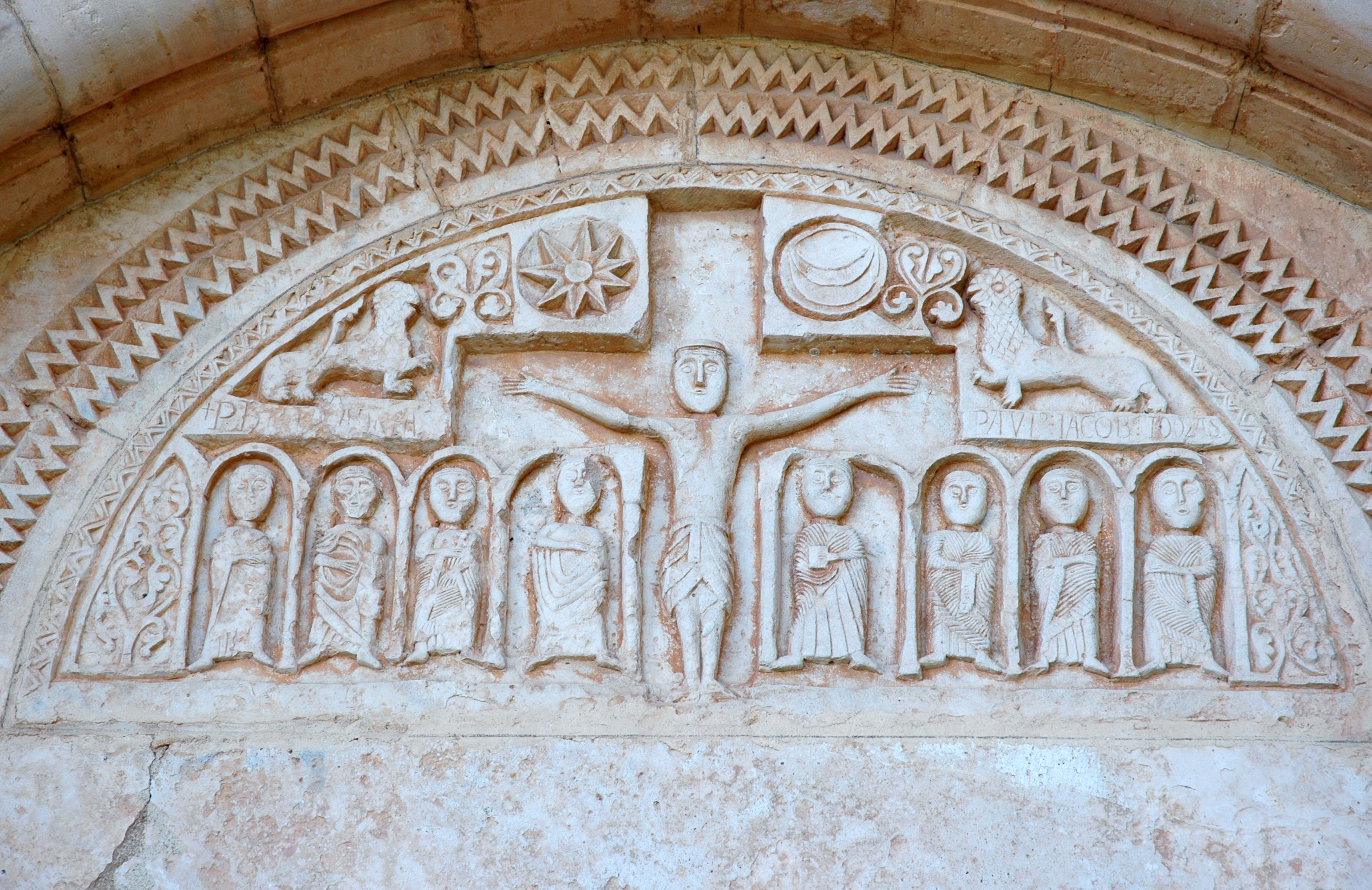
Kreuzigung Christi – links und rechts des Kreuzes Sonne und Mond. Tympanon der Kirche Santa Maria in Siurana, Katalonien (um 1150)

Die Kombination von Sonne und Mond, als jeweilige Personifikationen seit der Antike geläufig, wurde in der christlichen Kunst des Abendlands zum ikonografischen Attribut der Kreuzigung Christi.

## Geschichte und Verwendung

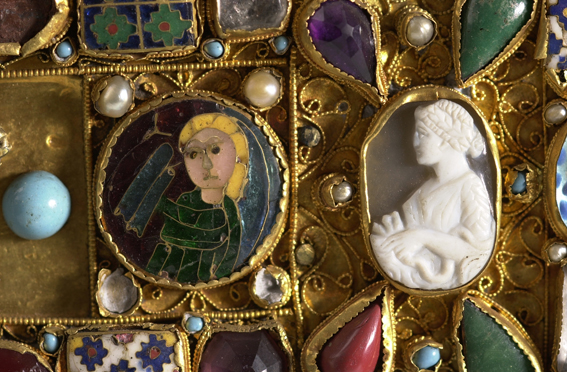
Weinende Luna (links). Mathildenkreuz, Email, 11. Jh.

### Antike
In der Antike waren Sonne und Mond Herrschaftssymbole und traten überdies in der Mythologie als Sol und Luna (griechisch: Helios und Selene) personifiziert auf.

### Christentum
Der frühen christlichen Kunst dienten die Gestirne zur Verherrlichung Christi. In den altchristlichen Darstellungen tauchen die Himmelskörper zunächst als astronomische Gebilde im Kontext des Kreuzigungstodes auf; im 9. und 10. Jahrhundert, zur Zeit der Karolinger und der Ottonen, setzte sich die antike Tradition der Personifikation durch.
Sonne und Mond werden auch als Sinnbilder für die geistliche und weltliche Macht gesehen, so bei der alten Turmkrönung des Stephansturmes in Wien.
Als allegorische Figuren wurden Sonne und Mond häufig als Brustbilder auf einem Clipeus dargestellt, die Sonne mit einem Strahlenkranz ums Haupt und der Mond mit einer Sichel im Haar. Im Kontext des Kreuzigungstodes erschienen diese Figuren oft weinend und verbargen ihre Gesichter hinter einem Kleid oder einem Tuch, so zum Beispiel im Codex Egberti aus dem 10. Jahrhundert. Nicht selten wurden in diesem Zusammenhang neben Sonne und Mond auch Erde und Meer personifiziert dargestellt, um die allumfassende Bedeutung des Kreuzigungstodes zum Ausdruck zu bringen.

### Alchemie
Die allegorischen Figuren Sonne und Mond fanden auch in die alchemistische Literatur (etwa De Alchemia) Eingang.